# 巴東郡
巴東郡（はとう-ぐん）は、中国にかつて存在した郡。後漢末から隋代にかけて、現在の重慶市と湖北省西部にまたがる地域に設置された。

## 概要
190年（初平元年）、益州牧の劉璋が趙穎の建議を受けて巴郡を分割した。江州から臨江までの県が永寧郡となり、朐忍から魚復までの県が固陵郡となり、墊江以上の県が巴郡となった。201年（建安6年）、劉璋が永寧郡を巴郡とし、固陵郡を巴東郡とし、もとの巴郡を巴西郡とした。ただしこの後漢末の三巴成立の経緯は、譙周『巴記』を引く正史の諸書に異説がみられる。
晋のとき、巴東郡ははじめ梁州に属し、303年（太安2年）に益州に転属した。347年（永和3年）に桓温が成漢を平定すると、巴東郡は荊州に転属した。晋の巴東郡は魚復・朐忍・南浦の3県を管轄した。
南朝宋のとき、巴東郡は魚復・朐忍・新浦・南浦・漢豊・巴渠・黽陽の7県を管轄した。
480年（南朝斉の建元2年）、巴州が立てられ、巴東・建平・巴郡の3郡を管轄した。483年（永明元年）、巴州は廃止され、巴東郡は荊州の属郡に戻された。斉の巴東郡は魚復・朐忍・南浦・聶陽・巴渠・新浦・漢豊の7県を管轄した。
南朝梁のとき、信州が置かれ、巴東郡は信州に属した。
583年（開皇3年）、隋が郡制を廃すると、巴東郡は信州に編入された。607年（大業3年）に州が廃止されて郡が置かれると、信州は巴東郡と改称された。隋の巴東郡は人復・雲安・南浦・梁山・大昌・巫山・秭帰・巴東・新浦・盛山・臨江・武寧・石城・務川の14県を管轄した。
618年（武徳元年）、唐が郡制を廃すると、巴東郡は信州と再び改称され、巴東郡の呼称は姿を消した。